# 시나다 마나토
시나다 마나토(일본어: 品田 愛斗, 1999년 9월 19일 ~ )는 일본의 축구 선수이다.

## 구단 경력
그는 2016년부터 J리그의 FC 도쿄, 방포레 고후에서 뛰었다.